# Facebook Dating
Facebook Dating ist ein digitales Dating-Produkt, das von Facebook entwickelt wurde. Es gibt derzeit keine Webversion, es ist nur für ausgewählte Nutzer über die Facebook-Mobil-App auf Android und iOS verfügbar.

## Funktionen
Benutzer können die Ergebnisse nach Standort, Anzahl der Kinder, Religion, Alter oder Größe filtern und mit anderen Benutzern in einem Umkreis von 100 km abgleichen.

## Entwicklung
Facebook kündigte das Produkt auf seiner F8-Entwicklerkonferenz im Mai 2018 an. Der Dienst wurde auf der Konferenz nicht vollständig angekündigt, und den Teilnehmern wurde gesagt, dass weitere Informationen bald folgen würden. Die Funktion befand sich einige Monate nach der Konferenz im internen Beta-Test.
Facebook Dating wurde erstmals am 20. September 2018 in Kolumbien gestartet. Die Nutzer trugen dazu bei, wie die Dating-Seite für zukünftige Nutzer aussehen würde, da sie sich noch in der Testphase befand. Facebook erklärte, dass es, wenn die Tests gut verliefen, ein prominenterer Teil der bestehenden Facebook-Anwendung werden würde.
Die zweite Erweiterung startete in Kanada und Thailand im Oktober 2018. Facebook Dating wurde in Europa im Oktober 2020 eingeführt. Der Dienst ermöglicht es inzwischen den Nutzern, sich mit anderen Menschen auf der ganzen Welt zu verbinden und ist nicht auf die jeweilige Region beschränkt, in der sie leben.